# Wohnimmobilie
Wohnimmobilie ist eine Immobilie, die ganz oder überwiegend zu Wohnzwecken genutzt wird.

## Allgemeines
Das Kompositum „Wohnimmobilie“ bringt zum Ausdruck, dass es sich um eine Immobilie handelt, die mindestens eine Wohnung enthält. Die Wohnung gehört zu den menschlichen Grundbedürfnissen. Das Recht auf Wohnen ist ein Menschenrecht der zweiten Generation, das durch Wohnimmobilien verwirklicht wird. Obwohl das Recht auf eine Wohnung kein Grundrecht im Sinne des Grundgesetzes (GG) darstellt, ist es in mehreren Landesverfassungen enthalten. Das Grundgesetz schützt in Art. 13 Abs. 1 GG lediglich die Unverletzlichkeit der Wohnung. Das Verfassungsrecht versteht unter der Wohnung jedes räumliche Gebilde, das geeignet und dazu bestimmt ist, die Allgemeinheit von der Wahrnehmung der darin stattfindenden freien Lebensgestaltung auszuschließen. Dem Grundgesetz geht es bei der Wohnung eher um den Schutz der Privatsphäre. Strafrechtlich sind Wohnungen beim Wohnungseinbruchdiebstahl nach § 244 Abs. 1 Nr. 3 StGB Räumlichkeiten, deren Hauptzweck darin besteht, Menschen zur ständigen Benutzung zu dienen, ohne dass sie in erster Linie Arbeitsräume sind. Versicherungsrechtlich gehören zu einer Wohnung alle diejenigen Räume eines Gebäudes, die im Haushalt des Versicherungsnehmers zu privaten Zwecken genutzt werden.

## Arten
Für Bewertungszwecke definiert das BewG eine Wohnung nach § 181 Abs. 9 BewG als „Zusammenfassung einer Mehrheit von Räumen, die in ihrer Gesamtheit so beschaffen sein müssen, dass die Führung eines selbständigen Haushalts möglich ist“. Hierzu gehören nach § 181 Abs. 1 BewG Ein- und Zweifamilienhäuser, Mietwohngrundstücke und Wohnungseigentum. Auch Bauherrenmodelle gehören zu den Wohnimmobilien. Gemischt genutzte Grundstücke dienen sowohl Wohnzwecken als auch gewerblicher Nutzung. Hierzu gehören z. B. Ferienwohnung, Büro, Loft, Atelier oder Bauernhof.

## Finanzierung
Der Bau, Erwerb, die Renovierung, Modernisierung oder Sanierung von Wohnimmobilien können durch Eigenkapital des Investors oder teilweise mittels Immobilienfinanzierung (Hypothekendarlehen) durch Kreditinstitute (Großbanken, Private Banken, Sparkassen, Genossenschaftsbanken oder Hypothekenbanken) oder Lebensversicherungen finanziert werden. Dabei sind die Wohnimmobilien in der Regel das Beleihungsobjekt. Wohnimmobilien können dann nach § 12 Abs. 1 Pfandbriefgesetz (PfandBG) als Deckung für Hypothekenpfandbriefe dienen. Die als Grundpfandrecht einzutragenden Hypotheken oder Grundschulden dürfen gemäß § 13 Abs. 1 PfandBG nur auf Grundstücken, grundstücksgleichen Rechten oder solchen Rechten einer ausländischen Rechtsordnung lasten, die den grundstücksgleichen Rechten deutschen Rechts vergleichbar sind. Die belasteten Grundstücke müssen in einem Mitgliedstaat der Europäischen Union oder einem anderen Vertragsstaat des Abkommens über den Europäischen Wirtschaftsraum, in der Schweiz, in den Vereinigten Staaten von Amerika, in Kanada, in Japan, in Australien, in Neuseeland oder in Singapur belegen sein. Sie können von Kreditinstituten bis zu einer Beleihungsgrenze von 80 % des Beleihungs- oder Marktwerts (Art. 125 Nr. 2d Kapitaladäquanzverordnung) beliehen werden.

## Steuerfragen
Der Erwerb von Wohnimmobilien löst Grunderwerbsteuer aus. Dafür ist er von der Umsatzsteuer nach § 4 Nr. 9a UStG befreit. Der Eigentümer kann für vermietete oder verpachtete Wohnimmobilien eine einkommensteuermindernde Absetzung für Abnutzung (AfA) in seiner Steuererklärung geltend machen. Zentrale Vorschrift hierfür ist § 7 Abs. 4 Nr. 2 EStG, wonach für die zu Wohnzwecken dienenden Gebäude eine lineare AfA von 2 % (seit Januar 1925 errichtete Gebäude) oder 2,5 % (bis Dezember 1924 errichtet) der jeweiligen Anschaffungs- oder Herstellungskosten beträgt. Sondervorschriften bestehen in § 7 Abs. 5 EStG für Gebäude, die in einem Mitgliedsstaat der Europäischen Union oder einem anderen Staat belegen sind, auf den das Abkommen über den Europäischen Wirtschaftsraum zutrifft. Weitere Sondervorschriften bestehen insbesondere für die in Sanierungsgebieten liegenden Gebäude (§ 7h EStG), für die zu eigenen Wohnzwecken genutzte Wohnung im eigenen Haus (§ 10e EStG), unter Denkmalschutz stehende Gebäude (§ 10f EStG) oder die unentgeltlich zu Wohnzwecken überlassene Wohnung im eigenen Haus (§ 10h EStG). Zu berücksichtigen ist zudem im Rahmen der Wohnbauförderung die Wohnungsbauprämie.
Veräußerungsgewinne sind bei Wohnimmobilien steuerpflichtig, wenn zwischen Anschaffung und Veräußerung der Wohnimmobilie weniger als 10 Jahre liegen (§ 23 Abs. 1 Nr. 1 EStG; „Spekulationsfrist“).

## Wirtschaftliche Aspekte
Aus wirtschaftlicher Sicht ist bei Wohnimmobilien deren Wertentwicklung und Rentabilität von Bedeutung. Der aktuelle Marktwert ergibt sich aus verschiedenen Immobilienindices oder aufgrund der Wertermittlungsverordnung.
Bei der Eigennutzung sind neben dem Zinsaufwand für den Fremdfinanzierungsanteil und den Bewirtschaftungskosten auch der entgangene Zinsertrag für die alternative Kapitalanlage des eingesetzten Eigenkapitals bei der Rentabilität zu berücksichtigen. Bei vermieteten Immobilien müssen die Mieteinnahmen und AfA einbezogen werden:
{\displaystyle {\text{Rentabilität selbstgenutzte Wohnimmobilie v. Steuern}}={\frac {{\text{Zinsaufwand}}+{\text{Bewirtschaftungskosten}}+{\text{entgangener Zins f. Eigenkapital}}}{\text{Eigenkapitalanteil oder Marktwert der Wohnimmobilie}}}\cdot 100\,\%}
Die Gesamtrentabilität vermieteter Immobilien wird deshalb beeinflusst durch das Zinsniveau, die Bewirtschaftungskosten und Mietpreisveränderungen. Das bei der Rentabilität vermieteter Wohnimmobilien zu berücksichtigende Vermietungsrisiko besteht insbesondere aus der Gefahr des Leerstands oder dem Mietzahlungsrisiko der Mieter.
Wohnimmobilien sind fungibler als Gewerbeimmobilien, weil ein breiter Wohnungsmarkt deren Verwertung in Normalzeiten erleichtert. Zudem sind Wertschwankungen wegen der Knappheit von Wohnraum in Normalzeiten (Ausnahme: Immobilienblase) gering. Ein hoher Standardisierungsgrad schließlich sorgt auf dem Immobilienmarkt für eine stabile Nachfrage.
2022 begann ein Preisabfall der Wohnimmobilien in Deutschland.

## Bewertung
Im Rahmen der Immobilienbewertung ergeben sich Unterschiede zwischen Wohnimmobilien und Gewerbeimmobilien. Während selbst genutzte Wohnimmobilien in der Regel nach dem Sachwertverfahren bewertet werden, erfolgt die Bewertung von Gewerbeimmobilien und Mietwohnimmobilien in der Regel nach dem Ertragswertverfahren.

## REITs
Ein Teil der Wohnimmobilien, die so genannten Bestandsmietwohnimmobilien, ist vom REIT-Gesetz betroffen. Es befasst sich mit deutschen Real-Estate-Investment-Trusts (REITs), also deutschen Immobiliengesellschaften in der Rechtsform der Aktiengesellschaft, die Kapital in Immobilienvermögen anlegen, dieses bewirtschaften und über Mieteinnahmen und Wertsteigerungen eine Rendite zu erzielen suchen. Sie sind von der Körperschaft- und Gewerbesteuerpflicht befreit, wenn sie mindestens 90 % ihrer Erträge ausschütten, mindestens 75 % der Einkünfte aus Immobilien erzielen und mindestens 75 % des Vermögens in Immobilien anlegen. REITs dürfen nach § 1 Abs. 1 Nr. 1a REIT-Gesetz keine Bestandsmietwohnimmobilien erwerben. Als solche bezeichnet das REIT-Gesetz „Immobilien, die überwiegend Wohnzwecken dienen, sofern diese vor dem 1. Januar 2007 erbaut worden sind“ (§ 3 Abs. 9 REIT-Gesetz).